# Rubefacientes
Os rubefacientes fazem parte da classe dos revulsivos. Possuem aplicação tópica e agem provocando hiperemia no local de aplicação através da dilatação dos capilares e aumento da circulação.
Possuem também ação irritante que provoca aumento da circulação local e contribui para dissipar processos inflamatórios. São utilizados no tratamento da alopecia.
Eles provocam enrijecimento da pele e das mucosas com que entram em contato, em especial através da dilatação dos capilares sanguíneos.

## Exemplos de rubefacientes
Rubefacientes de uso médico:
- Álcool
- Fenol
- Ácido acético
- Ácido salicílico
- Mentol
- Capsaicina
- Isopropanolol
- Minoxidil

Rubefacientes naturais:
- Alho
- Gengibre
- Mostarda
- Urtiga
- Raiz-forte
- Óleo de Alecrim
- Arruda
- Pimenta (Capsicum)